# Iwan Alexandrowitsch Annenkow

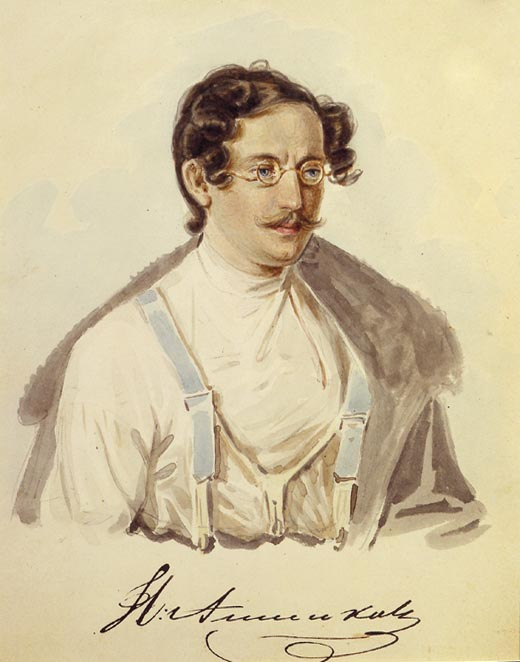
Nikolai Alexandrowitsch Bestuschew anno 1835: Iwan Alexandrowitsch Annenkow

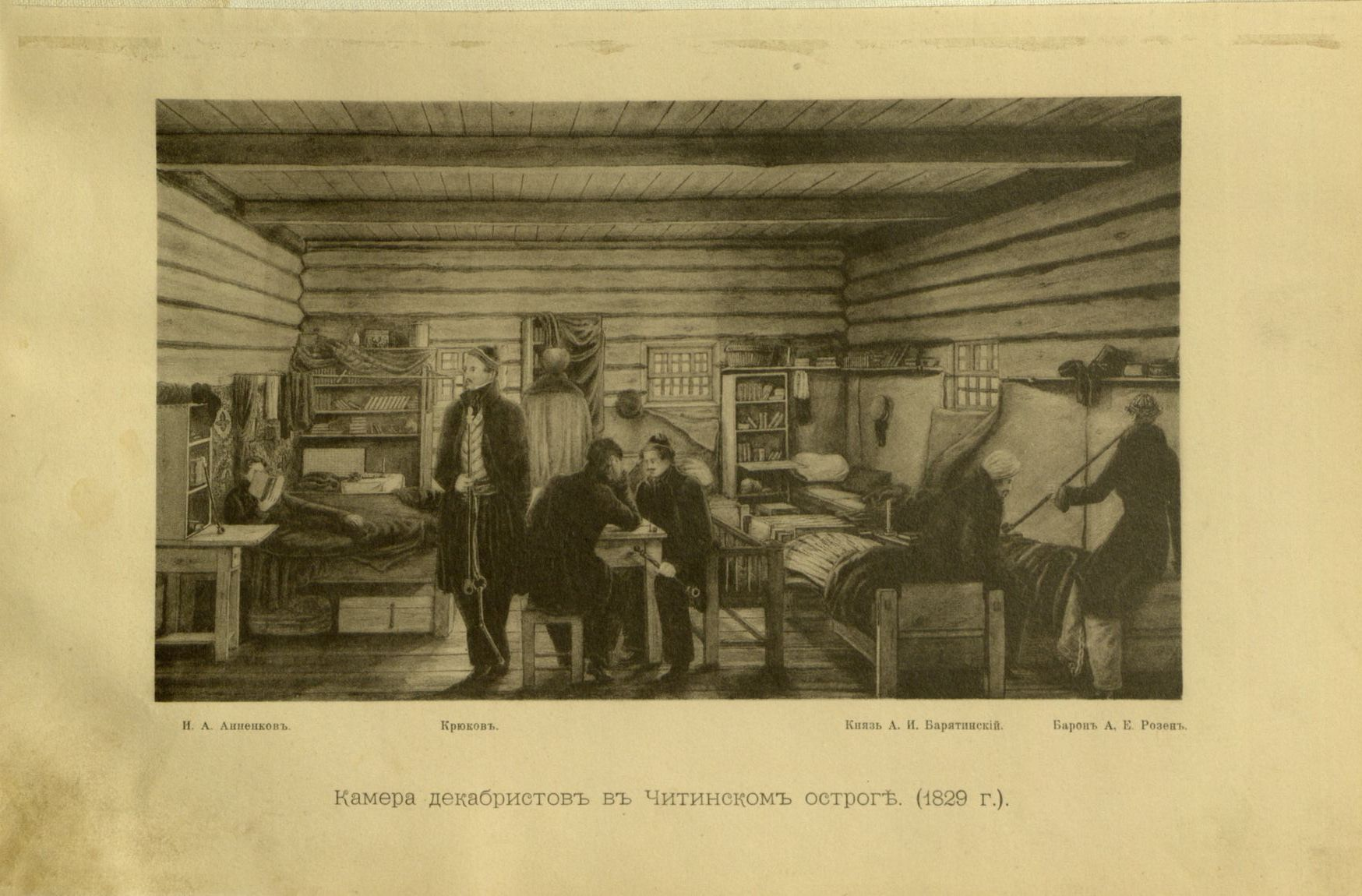
Anno 1829: Zelle im Ostrog Tschita: Iwan Annenkow ganz links im Bild, auf dem Bett liegend

Iwan Alexandrowitsch Annenkow (russisch Иван Александрович Анненков, wiss. Transliteration Ivan Aleksandrovič Annenkov'; * 5. Märzjul. / 17. März 1802greg. in Moskau; † 27. Januarjul. / 8. Februar 1878greg. in Nischni Nowgorod) war ein russischer Leutnant und Dekabrist.

## Leben
Der Vater, Staatsrat Alexander Nikanorowitsch Annenkow († 1803), entstammte dem russischen Adelsgeschlecht der Annenkows. Die Mutter Anna Iwanowna Jakobi († 1842) war die Tochter des Irkutsker Generalgouverneurs Iwan Warfolomejewitsch Jakobi. 

### Leutnant
Bereits als Kleinstkind verlor Iwan den Vater. Der Junge wuchs im Haus der Mutter in der Moskauer Petrowka-Straße, Ecke Kusnezker Brücke auf. Die Mutter ließ Iwan von Hauslehrern erziehen. 1817 schrieb er sich an der Universität Moskau ein, brach die Studien aber 1819 ab und schlug die militärische Laufbahn ein: Der Junker in der Chevaliergarde wurde Kornett und diente ab 13. März 1823 als Leutnant. In seinem Freundeskreis verkehrten die künftigen Dekabristen Pjotr Nikolajewitsch Swistunow, Fjodor Fjodorowitsch Wadkowski und Alexander Michailowitsch Murawjow.

### Dekabrist
Iwan trat 1824 in Sankt Petersburg Pawel Pestels Geheimen Südbund der Dekabristen bei und begeisterte sich für die Russkaja prawda, die Verfassung des Südbundes. Er war am 14. Dezember 1825 während des Aufstandes der Offiziere auf der dem Sankt Petersburger Senatsplatz gegenüberliegenden Seite präsent, wurde dafür noch im selben Jahr in die Festung Wiborg eingekerkert, darauf in die Peter-und-Paul-Festung verlegt und am 10. Dezember 1826 für zwanzig Jahre zur Zwangsarbeit nach Sibirien deportiert. Einflussreiche Verwandte erreichten die Reduktion der Strafe auf fünfzehn Jahre. Am 28. Januar 1827 kam Iwan Annenkow im Ostrog Tschita an. Ein Jahr darauf folgte ihm seine Braut Pauline Gueble freiwillig in die Verbannung. Das Paar ließ sich am  4. April in der Tschitaer Kirche trauen. Die nächste Station auf dem Leidensweg der beiden Annenkows war im September 1830 die Katorga Peter-Hütte. Im Dezember 1835 hatte die Haft eine Ende. Die Familie Iwan Annenkow wurde im Dorf Belskoje im Gouvernement Irkutsk und dann in Turinsk zwangsangesiedelt. Dem Antrag der Mutter Iwans auf Übernahme des Sohnes in den Turinsker Öffentlichen Dienst wurde im September 1839 entsprochen. Es ging nun aufwärts. Ab Juni 1841 war Iwan Annenkow in der Verwaltung des Gouvernements Tobolsk für die Öffentliche Wohlfahrt und die Verschickung von Verbannten zuständig.
Nach der Amnestie anno 1856 durfte die Familie wieder im europäischen Teil Russlands wohnen. Sankt Petersburg und Moskau waren als Wohnorte untersagt. Die Annenkows entschieden sich für Nischni Nowgorod. Der dortige Gouverneur beschäftigte Iwan Annenkow als seinen Mitarbeiter für Sonderaufgaben. Im April 1861 wurde Iwan Annenkow mit einer Silbermedaille für „Verdienste bei der Bauernbefreiung“ geehrt. In den reichlich zwanzig Jahren seines Lebens und Wirkens in Nischni Nowgorod stand Iwan Annenkow verschiedenen Körperschaften des dortigen Adels vor. 1868 wurde er zum Friedensrichter gewählt.
Iwan Annenkow wurde an der Seite seiner Ehefrau auf dem Nischni Nowgoroder Heiligkreuz-Friedhof beerdigt. 1953 wurden beider sterbliche Überreste auf den dortigen Bugrowskoer Friedhof überführt.

## Familie
Die Ehe mit Pauline, so stimmen die Beobachter überein, soll glücklich gewesen sein. Das Paar hatte sieben Kinder:
- Alexandra (1826–1880)
- Anna (1829–1833)
- Olga (1830–1891)
- Wladimir (1831–1897)
- Iwan (1835–1876)
- Nikolai (1838–1873)
- Natalja (1842–1894)

Geschwister
- Bruder: Grigori, starb 1824 bei einem Duell
- Schwester: Maria